# Телефония
Телефони́я се нарича областта от телекомуникациите, касаеща построяването на системи за телефонна връзка, разработката на апарати за осъществяването и използването ѝ, както и оценката на качеството на предаване на гласова информация по телефонните канали .
Телефонията позволява да се организира гласова комуникация на разстояние (да се установява телефонна връзка) и да се водят разговори по телефонна мрежа. Разговорите могат да бъдат местни, междуградски и международни. Телефонията позволява също така да се предават данни (в частност да се предават факсове) и да се установяват връзки между компютри чрез модеми в реално време.
При разговор гласовите сигнали се преобразуват в електрически сигнал, предаван чрез телефонната мрежа на другата страна. Когато електрическият сигнал достигне адресата, той се преобразува обратно в гласовите сигнали на оригинала. Предимствата на телефонията са: широкото разпространение, надеждността, високата скорост на връзката и простото използване, относително не скъпото построяване. Тя използва технологии за компресиране на гласовите сигнали (TDM) при магистрално предаване (от една телефонна централа към друга телефонна централа), както и все по-пълно използване на капацитета на телефонните линии. Затова става възможно различни типове сигнали (глас/факс/модем), да използват една и съща телефонна линия едновременно.

## Конвергенция
Телефонните мрежи и компютърните мрежи са съществували и са се развивали отделно в течение на десетилетия. В днешно време протича процес на все по-пълното им обединение в единна комуникационна мрежа, която предлага мощно и икономично средство за връзка. Десетки компании от цял свят разработват решения, комбиниращи глас и данни в една мрежа и позволяващи изцяло нови комуникационни услуги.